# Ineko Sata
Ineko Sata (佐多 稲子?, Sata Ineko; Nagasaki, 1º giugno 1904 – Tokyo, 12 ottobre 1998) è stata una scrittrice giapponese famosa per le sue novelle e vincitrice nel 1983 del premio Asahi (朝日賞?, Asahi Shō) per il suo contributo alla letteratura contemporanea.
Prese parte al movimento della letteratura proletaria (プロレタリア文学?, puroretaria bungaku), al Partito Comunista Giapponese e al movimento democratico femminile.

## Biografia
Nata a Nagasaki da genitori giovanissimi (il padre aveva 18 anni, la madre 15) e di umile estrazione sociale, Sata si trasferì a Tokyo quando era ancora una bambina. Costretta ad abbandonare la scuola all'età di 13 anni per collaborare al mantenimento della propria famiglia, trova lavoro prima in una fabbrica di caramelle e successivamente nel settore terziario, svolgendo lavori sottopagati. In questo periodo, lavorando nel famoso ristorante Seryotai, luogo di ritrovo di scrittori di successo, entra in contatto con molti poeti, saggisti e scrittori dell'epoca, tra i quali Ryūnosuke Akutagawa. Nel 1922 le sue poesie vengono pubblicate per la prima volta nella rivista Shi to Jinsei ("Poesia e Vita").
Dopo un breve matrimonio finito in divorzio, Sata torna a lavorare come cameriera in un altro luogo d'incontro letterario, il cafè-bar Koroku a Hongo, nei pressi dell'Università di Tokyo, dove viene "scoperta" da Nakano Shigeharu (1902-1979) e Tsurujirō Kubokawa (1903-1974), due scrittori attivi nel movimento della letteratura proletaria (プロレタリア文学?, puroretaria bungaku). Nel 1927 insieme a Nakano e ad altri scrittori di sinistra come Tatsuo Huori e Kubokawa pubblica nella rivista letteraria progressista Roba (Asino). Nel 1928 scrive il suo primo racconto breve Kyarameru kōba kara (Dalla fabbrica di caramelle), un racconto basato sulle sue esperienze di bambina operaia, che venne pubblicato nel giornale Puroretaria Geijitsu (Arte proletaria). L'anno seguente sposa Kubokawa e diviene membro della Lega degli scrittori proletari (Nihon Puroretaria Sakka Dōmei).
Lodata da luminari come Yasunari Kawabata per l'utilizzo di tecniche letterarie moderniste, Sata si interessa sempre più alle questioni legate ai lavoratori ed al movimento sindacale. Nel 1929 denuncia le condizioni di duro lavoro delle operaie nelle fabbriche di sigarette e nel 1931 difende lo sciopero dei lavoratori della fabbrica della Mussola di Tokyo. Come membro del movimento della letteratura proletaria, scrive una serie di racconti brevi sulla vita ordinaria di lavoratori e lavoratrici. In questa produzione è incluso Kyoseikikoku (Estradizione obbligatoria), opera sui diritti dei lavoratori coreani immigrati, e Kambu joko no namida (Lacrime di una donna libera).
Nel 1932 aderisce al Partito Comunista Giapponese (JCP), al tempo considerato fuori legge, anche se le sue opinioni politiche la portano spesso in contrasto con il partito, ad esempio in occasione del suo rifiuto dello stalinismo. Si avvicina ai leader di partito Kenji Miyamoto e Takiji Kobayashi, il primo imprigionato fino al 1945 ed il secondo torturato a morte nel 1933. Nel 1935 viene incarcerata per due mesi con l'accusa di attivismo contro la guerra. Questa esperienza è in parte descritta nel suo romanzo semi-autobiografico Kurenai (Cremisi), diventato una serie a puntate dal 1936 al 1938, che narra la vita turbolenta di una donna sposata, in cui è possibile notare delle somiglianze con la vita di Sata stessa. Forzata dal governo a troncare ogni rapporto con il partito comunista, subisce l'umiliazione del processo di Tenkō, letteralmente "cambio di direzione", un termine usato in senso figurato per descrivere il rigetto formale di un membro di affiliazione con il JCP sotto la coercizione del governo giapponese. Il processo sarà per lei debilitante e le susciterà un forte senso di colpa, tale da condurla a tentare il suicidio. Durante la Seconda guerra mondiale è costretta a collaborare con lo Stato pubblicando degli scritti favorevoli all'impegno bellico.
Destreggiandosi tra le sue attività di scrittrice, attivista, madre e moglie si allontana sempre di più dal marito, dal quale divorzia nel 1945.
Nel 1946 rientra a far parte del Partito Comunista, sebbene, come in precedenza, continui a esprimere critiche nei suoi confronti, e viene espulsa nel 1951 a causa della sua collaborazione con il governo durante gli anni del conflitto mondiale. La sua esperienza dei tempi di guerra è narrata in Watashi no Tokyo chizu (La mia mappa di Tokyo), che scrisse tra il 1946 ed il 1948. Nel 1954 compone Kikai no naka no seishun (Gioventù tra le macchine). Una collezione di sue opere viene pubblicata in 15 volumi tra il 1958-59, a cui segue Onna no Yado (Dimore di donne) nel 1963 e Omoki nagarani (Su una forte marea) tra il 1968 e il 1969.
Nel 1955 Sata si ricongiunge al Partito Comunista. Sarà una delle fondatrici della nuova associazione democratica delle donne, ma il suo lavoro, giudicato controverso rispetto all'ideologia dominante del partito, la conduce ad una nuova espulsione nel 1964.
Nel 1972 vince il premio Noma per il suo libro Juei (L'Ombra degli alberi) che narra le relazioni tra cinesi e giapponesi a Nagasaki dopo lo scoppio della bomba atomica. Nel 1973 le viene offerto il Geijutuin Onshishō (Premio dell'accademia imperiale delle arti) alla carriera, che rifiuta ritenendolo un premio di natura nazionalista. Accetta invece il premio Kawabata per racconti brevi nel 1976.
Nel 1983 vince il premio Asahi per l'intera natura del suo lavoro. Nel suo discorso di accettazione del premio esprime rammarico per aver contribuito allo sforzo bellico giapponese.
In seguito alla morte nel 1979 del suo collega di lunga data Nakano Shigeharu, decide di dedicargli il suo libro Natsu no Shiori - Nakano Shigeharu o okuru (Memorie d'estate, Addio a Shigeharu Nakano), che vince il premio Mainichi Art nel 1983.
Ineko Sata muore a Tokyo il 12 ottobre 1998.

## Traduzioni
Molto del lavoro di Sata fu tradotto in russo negli anni sessanta e settanta.
Due dei racconti brevi tratti dalla collezione premiata Toki ni tatsu (Stando in piedi nel tempo) sono stati tradotti in inglese. Il racconto del 1986 Chisai yama to tsubaki no ki (Boccioli di Camelia e piccole montagne) venne pubblicato in Japanese Literature Today, la rivista inglese del Japan International PEN Club. Una recente traduzione in inglese è Mizu (Acqua), apparsa nella pubblicazione del 1997 di Stories from the East (Storie dall'Est).
Una parziale traduzione di Watashi no Tokyo Chizu (La mia mappa di Tokyo) comparve nel 2002 a cura di Lawrence Rogers in Tokyo stories: a literary stroll (Storie di Tokyo: una passeggiata letteraria).
Il suo racconto breve Iro no nai e (Un quadro senza colori) venne pubblicato nella collezione edita da Oe Kenzaburo The crazy iris and other stories of the atomic aftermath (L'iris impazzito e altre storie delle conseguenze atomiche).
Samuel Perry ha tradotto il suo racconto breve White and Purple (Bianco e viola), con cui ha vinto il premio William Sibley Memorial Translation nel 2010.

## Opere
- Kyarameru kōba kara (From the caramel factory, 1928)
- Kyoseikikoku (Compulsory Extradition)
- Kambu joko no namida (Tears of a Forewoman)
- Kurenai (Crimson, 1938)
- Watashi no Tokyo chizu (My Tokyo Map, 1949)
- Shiro to Murasaki (White and Purple, 1950) - trad. da Samuel Perry, 2010.
- Kikai no naka no seishun (Youth among the Machines, 1955)
- Iro no nai e (The Colorless Paintings, 1961)
- Onna no Yado (Women's Lodgings, 1963)
- Omoki nagarani (On a Heavy Tide, 1969)
- Juei (The Shade of Trees, 1972)
- Mizu (Water, 1974)
- Toki ni tatsu (Standing Still in Time, 1980)
- Natsu no Shiori - Nakano Shigeharu o okuru (Memories of Summer – a Farewell to Shigeharu Nakano, 1983)
- Chisai yama to tsubaki no ki (Camellia Blossoms on the Little Mountain, 1986)

## Premi
- 1963 - Premio della letteratura femminile per Onna no Yado (Dimore di donne)
- 1972 - Premio letterario Noma per Juei (L'ombra degli alberi)
- 1976 - Premio Kawabata per Toki ni tatsu (Stando in piedi nel tempo)
- 1983 - Premio Mainichi Art per Natsu no Shiori (Memorie d'estate)
- 1983 - Premio Asahi per la sua lunga attività di scrittrice e il suo contributo alla letteratura contemporanea
- 1985 - Premio Yomiuri (categoria Saggi, libri di viaggio) per Tsuki no En (La festa della luna)